# Игнаткин (хутор)
Игнаткин — хутор в Питерском районе Саратовской области, в составе сельского поселения Мироновское муниципальное образование.

## География
Находится на расстоянии примерно 16 километров на север по прямой от районного центра села Питерка.

## Население
Население хутора не было учтено как в 2002 году, так в 2010.